# Zorán
A  Zorán szláv eredetű férfinév, a Zorislav rövidülése, e név elemeinek jelentése: hajnal + dicsőség. Női párja: Zóra.

## Gyakorisága
Az 1990-es években igen ritka név, a 2000-es években nem szerepel a 100 leggyakoribb férfinév között.

## Névnapok
- március 4.[2][5]

## Híres Zoránok
- Ardamica Zorán szlovákiai magyar író, költő, zenész, szerkesztő, műfordító, műkritikus.
- Zoran Đinđić, meggyilkolt szerb miniszterelnök
- Zoran Kuntić, bunyevác labdarúgó
- Petrovity Zorán, az Egészséges Fejbőr együttes énekese, gitárosa
- Sztevanovity Zorán, énekes
- Zoran Tošić, szerb labdarúgó
- Zoran Živković, szerb miniszterelnök
- Zoran Živković, jugoszláv kézilabdázó